# Llops universitaris
Llops universitaris (títol original: The Program) és una pel·lícula estatunidenca de David S. Ward estrenada l'any 1993. Ha estat doblada al català.

## Argument
Un equip de futbol americà es presta a tot per assolir el campionat, sota l'autoritat d'un entrenador implacable. Així, malgrat ser un dels millors atletes dels Estats Units, Joe Kane es troba molt deprimit a causa de la pressió que exerceix sobre ell la seva popularitat. Per superar-ho, rebrà ajuda de Darnell, un velocíssim corredor que es convertirà en el seu més fidel company.

## Repartiment
- James Caan: Sam Winters
- Halle Berry: Autumn Haley
- Omar Epps: Darnell Jefferson
- Craig Sheffer: Joe Kane
- Kristy Swanson: Camille Shafer
- Abraham Benrubi: Bud-Lite Kaminski
- Andrew Bryniarski: Steve Lattimer
- Duane Davis: Alvin Mack
- J. Leon Pridgen II: Ray Griffen
- Jon Pennell: Bobby Collins
- Joey Lauren Adams: Louanne Winters
- Rhoda Griffis: Periodista #3
- Steven Griffith: germà de Joe